# Байгазина
Байгазина — деревня в Кулуевском сельском поселении, Аргаяшского района Челябинской области России. Проживают башкиры.

## География
Расположена в юго-восточной части района, на берегу реки Миасс. Расстояние по дороге до центра сельского поселения села Кулуева 20 км.
Уличная сеть состоит из шести географических объектов: один переулок — Лесной и пять улиц: Берёзовая, Восточная, Лесная, Речная, Центральная.

## История
Основана в 1740 году. Название получила по имени основателя Байгазы Козямышева.

## Население
| 2002 | 2010 |
| ---- | ---- |
| 562  | ↘539 |

В 1873 г. — 272 чел., в 1900 г. — 314 чел., в 1916 г. — 362 чел., в 1970 г. — 416 чел., в 1995 г. — 628 чел.
Проживают башкиры.

## Инфраструктура
- Библиотека,
- школа,
- фельдшерско-акушерский пункт